# 维桑巴
维桑巴（法語：Wisembach）是法国洛林大区孚日省的一个市镇，属于圣迪耶德沃斯热区圣迪耶德斯-沃斯热埃斯县。该市镇2009年时的人口为409人。

## 人口
维桑巴人口变化图示
| 数据来源：INSEE |